# Deutsche Gesellschaft für Stereoskopie
Die Deutsche Gesellschaft für Stereoskopie e.V. (DGS) ist ein 1927 gegründeter Verein, der die Verbreitung und das Wissen um die räumliche Bilddarstellung (Stereoskopie) fördert. Ihr Zweck ist das Zusammenführen Aller, die sich mit Stereoskopie aus Liebhaberei, wissenschaftlichen, gewerblichen und anderen Gründen befassen, um das Interesse für die Stereoskopie und das stereoskopische Bild durch Anregung und Information zu fördern und zu verbreiten.

## Ziele
Der Verein sieht sich als Zusammenschluss aller Personen und Korporationen, die sich mit der Stereoskopie aus Liebhaberei, wissenschaftlichen, gewerblichen und anderen Gründen befassen, um das Interesse für die Stereoskopie und das stereoskopische Bild durch Anregung und Information zu fördern und zu verbreiten. 
Dieses Ziel sucht sie zu erreichen durch:
- Veranstaltungen und Zusammenkünfte der Mitglieder.
- Ausstellungen, Veranstaltungen, Veröffentlichungen, Vorführungen, Vorträge, Wettbewerbe und ähnlichem.
- Sammlung von Geräten und Bildmaterial, Verbreitung, Austausch, Nutzbarmachung und Vermittlung von theoretischen Erkenntnissen und praktischen Erfahrungen auf stereoskopischem Gebiet.
- Verbindung mit gleichartigen und ähnlichen Bestrebungen verfolgende Gemeinschaften.
- Unterstützung der Forschung auf dem Gebiet der Stereoskopie.

Die Gesellschaft erstrebt keinen wirtschaftlichen Geschäftsbetrieb und hat keinen politischen Charakter. Die DGS e.V. verfolgt ausschließlich und unmittelbar gemeinnützige Zwecke. Die Gesellschaft ist selbstlos tätig. Die DGS hat rund 500 Mitglieder, die vorwiegend in Deutschland beheimatet sind, aber auch aus den europäischen Nachbarländern kommen. Der Verein hat Regionalgruppen in ganz Deutschland. In den Regionalgruppen findet während der regelmäßig stattfindenden Treffen ein Interessen- und Erfahrungsaustausch zwischen den Mitgliedern statt. Jährlich wird eine Mitgliederversammlung durchgeführt und aller drei Jahre ein neuer Vorstand gewählt.

## Vorstand
Die Geschäfte des Vereins werden durch den Vorstand geführt. Dieser ist für alle Angelegenheiten des Vereins zuständig, soweit sie nicht durch die Satzung der Mitgliederversammlung übertragen sind.
Der Vorstand besteht aus
- dem Vorsitzenden,
- dem stellvertretenden Vorsitzenden, zugleich Schriftführer, und
- dem Kassenwart.

Mitglieder, die vom Vorstand mit besonderen Aufgaben betraut sind, bilden den erweiterten Vorstand. Zum erweiterten Vorstand gehören
- die Regionalgruppenleiter,
- der Geräte- und Bücherwart,
- der Technische Beirat,
- der Wissenschaftliche Beirat,
- der Redakteur stereo journal sowie
- bei Bedarf auch weitere Mitglieder.

Der Vorstand und der erweiterte Vorstand treffen sich einmal im Jahr zu einer Klausurtagung. Hier wird über aktuelle Fragen des Vereinslebens beraten.

## Regionalgruppen
Ein Teil des Vereinslebens findet in den Regionalgruppen statt. Diese sind eine interne Untergliederung der DGS, deren Geschäftstätigkeit mit dem Vorstand der DGS abgestimmt ist. Zurzeit gibt es folgende DGS-Regionalgruppen:
- Regionalgruppe Hamburg
- Regionalgruppe Hannover
- Regionalgruppe München
- Regionalgruppe Nürnberg
- Regionalgruppe Rheinland
- Regionalgruppe Sachsen (DGS-Raumbildfreunde Sachsen e.V.)
- Regionalgruppe Ulm-Laupheim

## Vereinsorgan
Seit 2002 erhalten Mitglieder im Rahmen ihrer Mitgliedschaft die Vereinszeitschrift stereo journal (ISSN 1612-6904). Die Zeitschrift erscheint vierteljährlich mit einem Umfang von 40 Seiten.
Inhaltlich gibt es folgende Themenbereiche:
- Berichte über das Vereinsleben
- Bildleistungen
- Fachbeiträge
- Berichte über Neuigkeiten auf dem Gebiet der Stereoskopie
- Veranstaltungen und Stereomarkt

## Veranstaltungen und Aktivitäten
Das Vereinsleben findet auf den Treffen der Regionalgruppen statt sowie auf jährlichen DGS-Kongressen an wechselnden Orten und den 3D-Tagen in Hamm. Dabei zeigen Mitglieder eigene Stereoproduktionen auf einer Großbildleinwand, tauschen Erfahrungen aus und berichten, was sich in der Szene tut. Jährlich finden außerdem DGS-Reisen zu Orten im In- und Ausland statt, die für Stereofotografen von besonderem Interesse sind.
Mitglieder mit speziellem Interesse organisieren sich in SIGs (Special Interest Groups). Die DGS ist Mitglied der International Stereoscopic Union (ISU), dem internationalen 3D-Weltverband. In unregelmäßigen Abständen werden Internationale Stereofotowettbewerbe durchgeführt. Die DGS besitzt eine Sammlung von Stereogeräten sowie eine 3D-Bibliothek, die vom Geräte- und Bücherwart verwaltet wird.

### DGS-Kongresse
Zu den verschiedenen Aktivitäten des Vereins gehören die jährlichen DGS-Kongresse, die an wechselnden Orten stattfinden. Es ist eine interne Veranstaltung des Vereins, die sich über ein Wochenende von Freitag bis Sonntag erstreckt. Der erste DGS-Kongress wurde 1998 in Oberstdorf durchgeführt. Mit dem Kongress im Jahr 2002, den ein Mitglied aus Luxemburg nach Vianden geholt hatte, fand diese Veranstaltung erstmals in einem europäischen Nachbarland statt. Auf dem Kongress 2003 in Celle feierte die DGS das 75-jährige Bestehen ihrer Gesellschaft.
Neben den Projektionen werden Seminare und Technikpräsentationen durchgeführt. Die Hauptversammlung des Vereins findet ebenfalls während des DGS-Kongresses statt, da so den Mitgliedern die Teilnahme erleichtert wird. Um die Beziehungen der Mitglieder zu fördern gibt es neben dem eigentlichen Kongress noch Rahmenveranstaltungen.

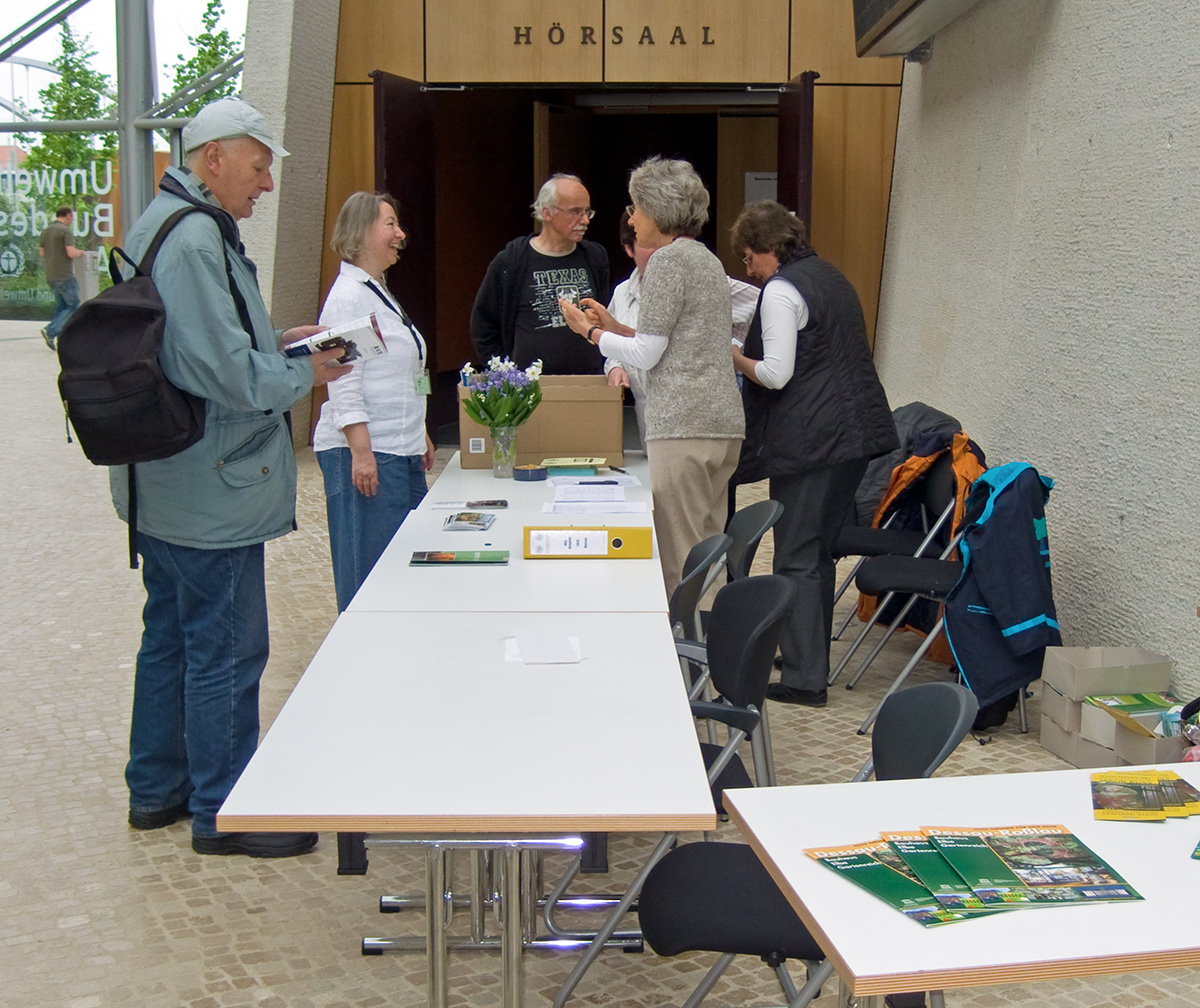
An der Rezeption
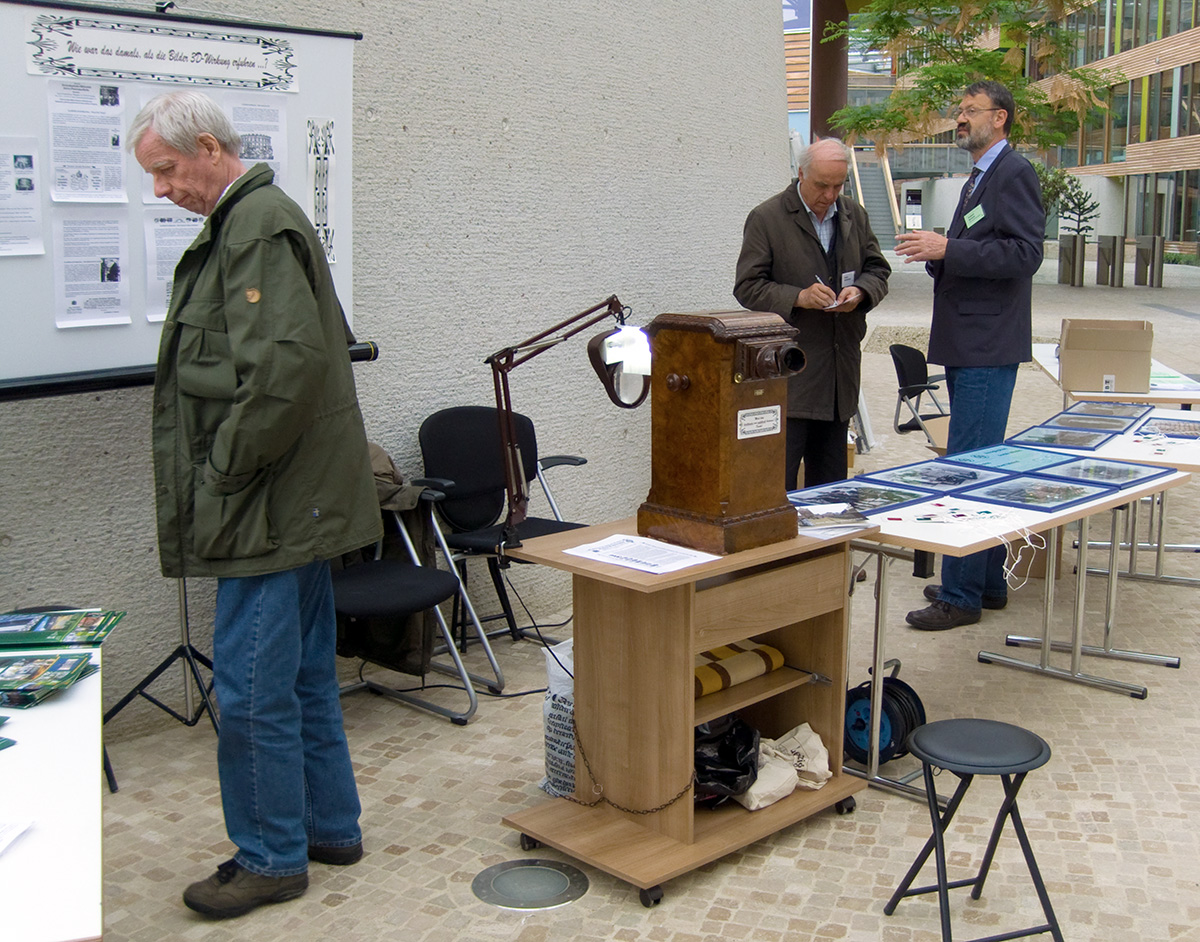
Historische Geräte im Foyer
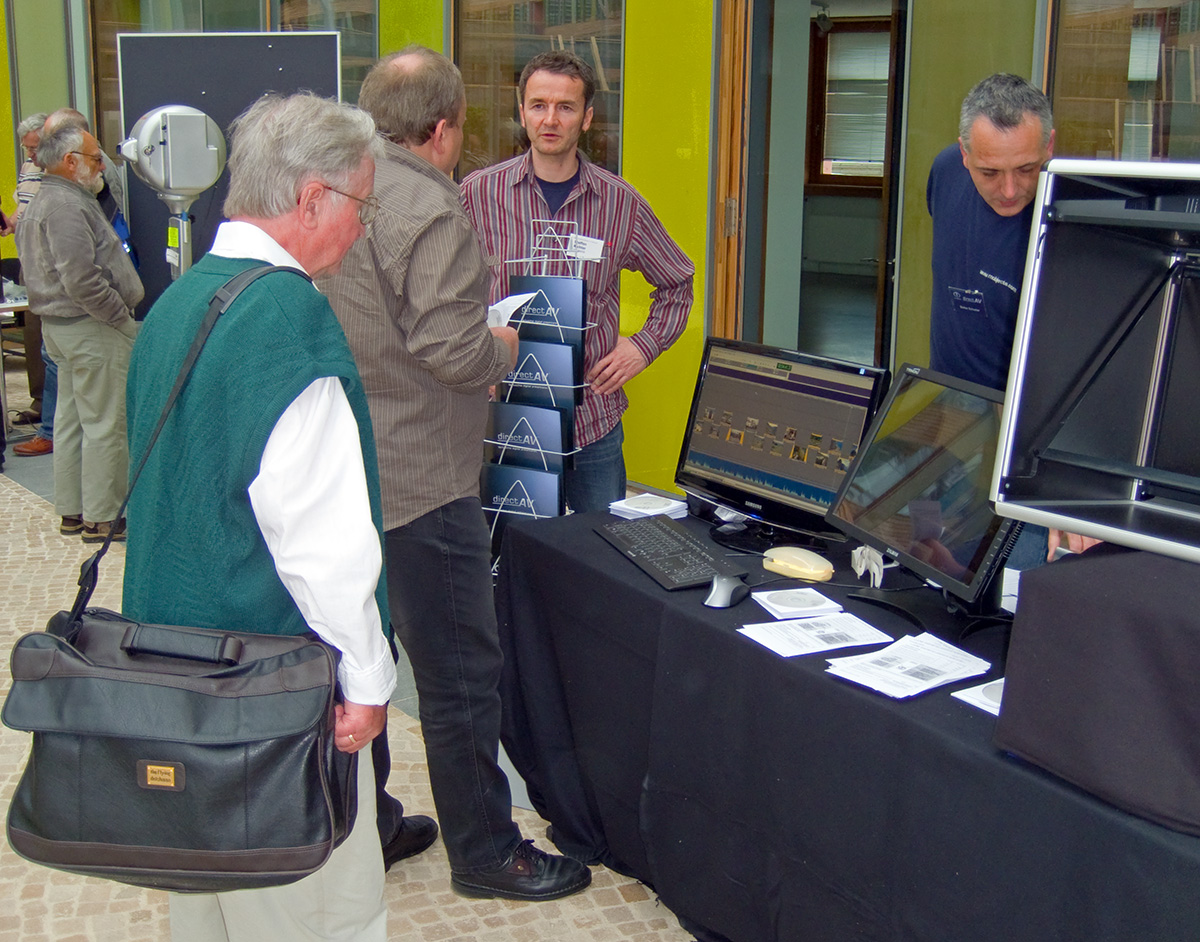
Ausstellung im Foyer
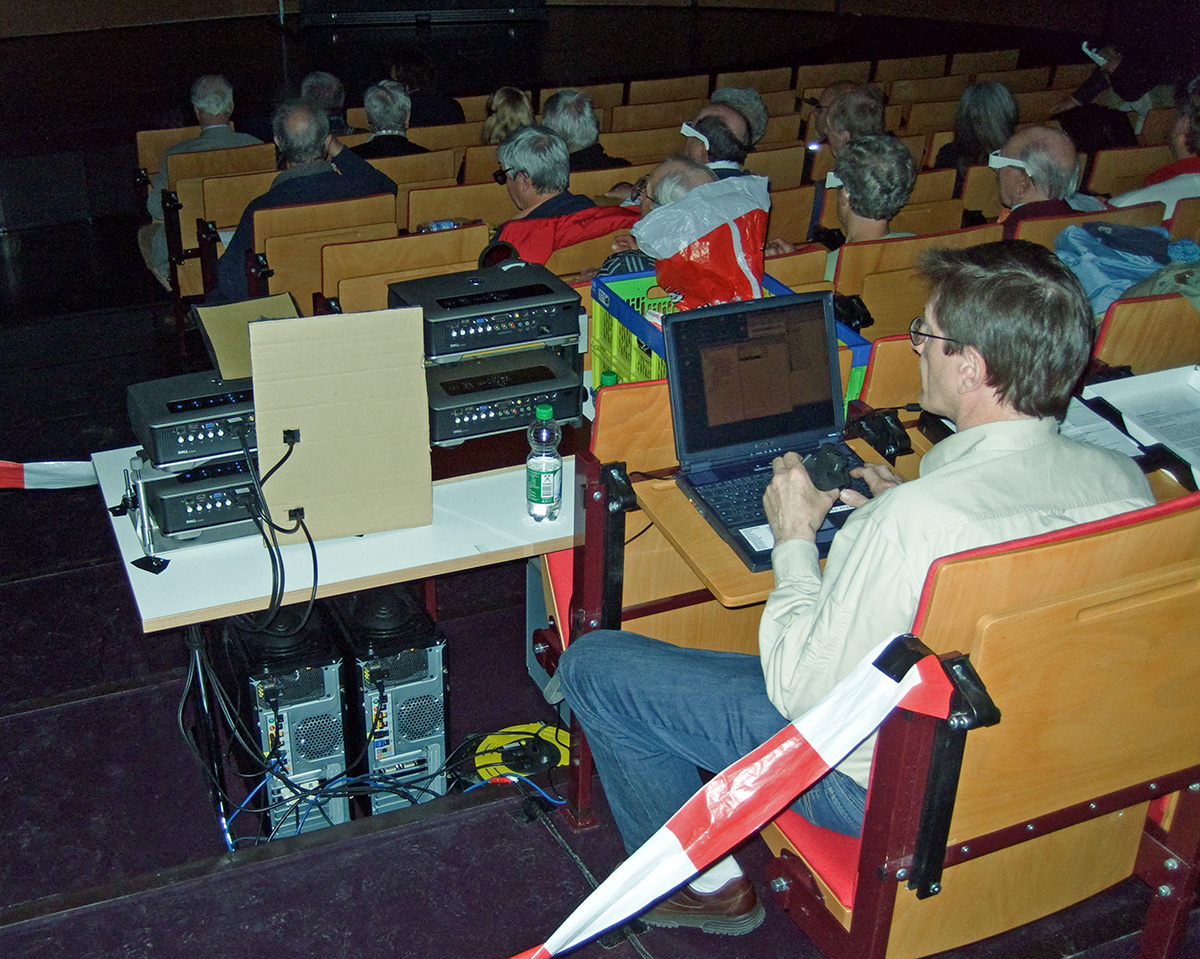
Vorführtechnik
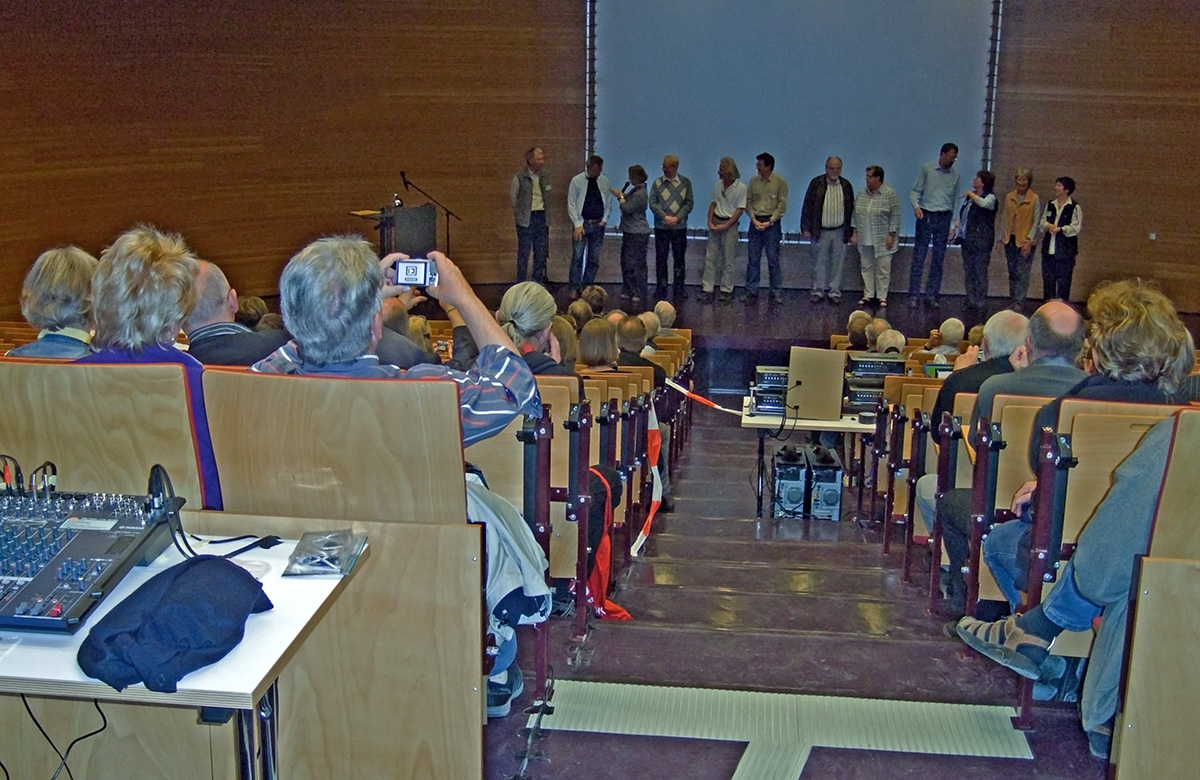
Kongressabschluss

### 3D-Tage der DGS
Seit den 1990er Jahren wurden jährlich in Neu-Isenburg öffentliche Raumbildtage durchgeführt. Der Veranstaltungsort wurde 2013 nach Hamm verlegt. 2015 wurde der Raumbildtag in 3D-Tag der DGS umbenannt und im Rahmen des 3. Hammer Tages der Fotografie durchgeführt. Unter dem Dach der Volkshochschule der Stadt Hamm finden beide Veranstaltungen parallel an zwei eng beieinander liegenden Orten statt.
Das Fotonetzwerk-Hamm, eine lose Vereinigung von Amateur- und Profi-Fotografen, legt seinen Schwerpunkt auf Workshops und Seminare, die in den Räumen der VHS im Heinrich-von-Kleist-Forum stattfinden. Neben längeren 2D-Bildvorträge wird auch ein 3D-Einführungs-Seminar der DGS angeboten. Die DGS veranstaltet ihren 3D-Tag, im Kulturbahnhof Hamm. Das Schauprogramm wird rein digital durchgeführt. Ein gemeinsames Eintrittsbändchen ermöglicht den flexiblen Wechsel zwischen den Bildvortrags-Veranstaltungen an beiden Orten.

### SIGs (Special Interest Groups)
Die SIGs sind ein interner Zusammenschluss von DGS-Mitgliedern mit speziellen Interessen, um deren kreatives Potential besser nutzen zu können.
Bestehende SIGs sind u. a.:
- SIG 3D-Kamera
- SIG Projektion
- SIG Stereokorrektur
- SIG 3D-Scannen/3D-Drucken
- SIG 4K/High-Fidelity-3D
- SIG Zeitraffer
- SIG Räumliche Wahrnehmung, Stereopsis

## Geschichte
Am 28. Dezember 1927 wurde die Deutsche Gesellschaft für Stereoskopie in Berlin gegründet. Die ersten Aktivitäten waren die Vorbereitung und Herausgabe des Vereinsorgans Das Plastische Bild im Januar 1928 und die Vorbereitung der ersten Sitzung der DGS am 9. Februar 1928. Am 18. Juli 1928 wurde die DGS beim Amtsgericht Berlin-Schöneberg in das Vereinsregister eingetragen. Laut Satzung begann mit diesem Tag auch das erste Geschäftsjahr.
Auf der Jahreshauptversammlung am 26. Februar 1931 wurde Hermann Lüscher zum 1. Vorsitzenden gewählt. Lüscher blieb bis zur Hauptversammlung am 12. Mai 1960 Vorsitzender und führte auch danach die Amtsgeschäfte bis zu seinem Tod am 26. März 1961 weitgehend weiter. Damit die Tätigkeit der DGS nicht auf Berlin beschränkt blieb, wurde der Gründung und dem Ausbau von Ortsgruppen besondere Bedeutung beigemessen. So kam es in München, Hamburg und Dresden zur Gründung von Ortsgruppen. Die Mitgliederzahl sank nach ihrem Höchststand im Jahre 1932 von 203 bis Ende 1934 auf 98 Mitglieder. Erstaunlicherweise gab es in den ersten Kriegsjahren verstärkt Eintritte. Im Jahre 1943 war mit 189 Mitgliedern ein vorläufiger Höchststand erreicht.
Von der Gesellschaft wurden Vereinsausflüge, monatliche Mitgliederversammlungen und Stereo-Stammtische durchgeführt. Jeweils am Anfang eines Jahres war eine Jahreshauptversammlung. Im Vereinslokal wurde ein Vereinsschrank mit der DGS-Literatur eingerichtet. Fachvorträge bereicherten die Mitgliederversammlungen. Als Gau des Verbandes Deutscher Amateur-Photographen-Vereine (VDAV) hat die DGS sich an deren Veranstaltungen mit Stereoskopie-Abteilungen beteiligt. Weiterhin hat die DGS jährlich einen Leistungswettbewerb mit der Verleihung der Jahresmeisterschaft der Gesellschaft organisiert. Durch Bombenangriffe auf Berlin wurden das Vereinslokal und auch die Geschäftsstelle der DGS zerstört. Damit ging die DGS-Bücherei zu einem großen Teil und die Dokumente und Unterlagen der DGS verloren. Die Arbeit der DGS kam zum Erliegen, der Verein war von 1943 bis 1951 nicht aktiv.
Nach Lockerung der alliierten Bestimmungen im Jahre 1951 hat die DGS ihre Tätigkeit wieder aufgenommen. Als erste Veranstaltung fand am 1. Februar 1951 in Berlin-Wilmersdorf eine Hauptversammlung statt. Auch in dieser Zeit wurden, wie in den Vorkriegsjahren, Vereinsabende, Stereo-Stammtische sowie Stereoausflüge durchgeführt. Am 20. und 21. März 1953 fand die 25-Jahr-Feier der DGS in Berlin statt. Ab 1953 wurde wieder zu jährlichen Leistungswettbewerben aufgerufen.
Im Ergebnis einer langjährigen Zusammenarbeit mit dem DIN (Deutsches Institut für Normung) konnten 1956 einige Normen-Blätter zur Stereoskopie überarbeitet werden. Die engeren Beziehungen zum Verband Deutscher Amateur-Photographen-Vereine (VDAV) wurden wieder aufgenommen. Die DGS-Mitglieder waren somit auch gleichzeitig korporative Mitglieder des VDAV und berechtigt an dessen Veranstaltungen teilzunehmen.
Am 1. Januar 1957 wurde unter Leitung von Karl-Heinz Hatlé in Leverkusen die erste funktionierende Ortsgruppe nach dem Kriege als Landesgruppe Rheinland-Westfalen gegründet. Waren die Mitgliederzahlen bis 1960 auf über 200 angestiegen, so sind diese Mitte der 1960er-Jahre wieder stark zurückgegangen. Die Gründe waren die erforderlichen Beitragserhöhungen sowie die Einstellung der Zeitschrift „Fotopost“, in der das Vereinsorgan „Der Stereoskopiker“ erschien. Aber auch der Rückgang des Interesses seitens der Industrie an der Stereoskopie war ein Grund. Die Situation war für die DGS in dieser Zeit recht schwierig. Um den Kontakt zu den Mitgliedern zu gewährleisten, sollte ein neues Vereinsorgan herauszugeben werden. Dies war vorerst nur durch den Versand von „Rundschreiben an alle Mitglieder“ möglich. Da auch keine Stereo-Wettbewerbe mehr organisiert wurden, waren die DGS-Mitglieder aufgerufen sich an den in den USA von der PSA Sektion Stereoskopie organisierten Wettbewerben zu beteiligen. Vor allem durch die Initiative von Fritz G. Waack konnte ab 1974 von der DGS eine Vereinszeitschrift „stereo-journal“ herausgeben werden.
Bei einem 1975 von der „Niederländischen Vereinigung für Stereoskopie“ organisierten Internationalen Stereoskopiker Kongress wurde die ISU (International Stereoscopic Union) gegründet. Die DGS war Gründungsmitglied dieser Organisation.
Ab Mitte der 1970er-Jahre setzte ein kontinuierlicher Mitgliederzuwachs ein und erreichte bis etwa Mitte der 1980er-Jahre einen Stand von 700 DGS-Mitgliedern.
Karl-Heinz Hatlé aus Köln, der bereits die Stereogruppe Rheinland aufgebaut und sich bei der Organisation der Treffen von Raumbildfreunden anlässlich der Photokina mehrfach bewährt hat, wurde auf der Hauptversammlung am 6. März 1978 zum neuen Vorsitzenden der Gesellschaft gewählt. Damit war zum ersten Mal der Vorsitz nicht bei einem Berliner Mitglied. Um das 50-jährige Bestehen der DGS würdig zu begehen, waren vom 14. bis 17. September 1978 in Köln, zeitgleich mit der Photokina, 3D-Info-Tage durchgeführt worden. Auf der Photokina präsentierte die DGS einen Stand mit einer Retrospektive unter dem Motto „125 Jahre Stereofotografie“. Seit 1980 veranstaltete die DGS wieder Stereo-Wettbewerbe nach den Regeln der PSA.
Heinz Otto hat seit 1983 Treffen für alle DGS-Mitglieder in Neu-Isenburg ins Leben gerufen. Diese Treffen wurden Stereoskopiker-Kongresse und später Raumbildtage genannt. Sie finden nun ihre Fortsetzung als 3D-Tage im Hamm. 1989 wurde vom 1. bis 4. Juni erstmals ein ISU-Kongress von der DGS in Neu-Isenburg organisiert. Auf Drängen der Berliner Mitglieder und auf Wunsch einiger Gäste fand ein Teil der Veranstaltungen in Berlin statt.
Im Foto- und Filmmuseum Deidesheim wurde die Geräte- und Büchersammlung der DGS untergebracht. Um die Arbeit der Regionalgruppen zu koordinieren und die Zusammenarbeit mit dem Vorstand sowie der Regionalgruppen untereinander zu verbessern, wurden jährliche Regionalgruppenleitertreffen ins Leben gerufen. Als ein weiterer wichtiger Höhepunkt im Vereinsleben werden ab den 1990er-Jahren DGS-Kongresse an wechselnden Orten veranstaltet. Vom 22. bis 27. September 1999 hat die DGS zum zweiten Mal einen ISU-Kongress in Lindau am Bodensee ausgerichtet. Seit 1992 hatte die DGS wieder einen Stand bei der Photokina in Köln.
Nachdem die DGS ihre Vereinsinformationen in den 1990er Jahren als Rubrik „3D-Journal“ in den Zeitschriften „3D-Magazin“ und „DIA-Magazin“ bzw. „fotoforum“ veröffentlichte, gibt sie seit 2002 wieder eine eigene Vereinszeitschrift stereo journal heraus.

### Vereinszeitschriften
Die bisherigen Zeitschriften des Vereines waren:
- Das Plastische Bild 1928
- Mitteilungen der Deutschen Gesellschaft für Stereoskopie 1929
- Der Stereoskopiker als Beilage in Photographie für Alle 1929–1943
- Beilage in Photo-Industrie und -Handel 1943–1944
- Rubrik „Der Stereoskopiker“ in der Fotopost 1952–1965
- Rundschreiben an alle Mitglieder 1965–1972
- Rundbriefe der Deutschen Gesellschaft für Stereoskopie 1972–1973
- Stereo-Journal 1974–1992
- Rubrik „Stereo-Journal“ im 3D-Magazin 1992–1997
- Rubrik „3D-Journal“ im Dia-Magazin (Zeitschrift wurde im Jahr 2000 in fotoforum umbenannt) 1997–2002
- stereo journal ab 2002

### Vorsitzende
- P. F. Brandt-Leiseberg 28. Dezember 1927 bis 24. Mai 1928
- Albrecht P. F. Richter 24. Mai 1928 bis 26. Februar 1931
- Hermann Lüscher 26. Februar 1931 bis 12. Mai 1960
- Hans-Hermann Atorf 12. Mai 1960 bis 12. März 1975
- Peter Hein 12. März 1975 bis 6. Mai 1978
- Karl-Heinz Hatlé 6. Mai 1978 bis 21. November 1981
- Fritz G. Waack 21. November 1981 bis 5. Mai 1984
- Karl-Heinz Hatlé 5. Mai 1984 bis 15. November 1992
- Jürgen Horn 15. November 1992 bis 31. Oktober 2004
- Peter Schnehagen 31. Oktober 2004 bis 24. Oktober 2010
- Gisela Will 24. Oktober 2010 bis 1. Juni 2013
- Michael Schiebe 1. Juni 2013 bis 28. Mai 2016
- Frank Lorenz seit 28. Mai 2016